# Gonia reinhardi
Gonia reinhardi är en tvåvingeart som beskrevs av Brooks 1944. Gonia reinhardi ingår i släktet Gonia och familjen parasitflugor. Inga underarter finns listade i Catalogue of Life.